# Levice (město)
Levice (maďarsky Léva, německy Lewenz) jsou okresní město na jižním Slovensku, v Nitranském kraji, v Podunajské pahorkatině, čtyřicet kilometrů jihovýchodně od Nitry a 110 kilometrů východně od Bratislavy. Městem protéká vodní kanál Perec, který je napájen z nedalekého Hronu. Ve městě žije přibližně 31 tisíc obyvatel.

## Historie
Již od neolitu zde bylo intenzivní osídlení, byly zde pak také nalezeny stříbrné mince z doby Keltů. V době, kdy se sem nastěhovali Slované, tu bylo pohřebiště s bohatě vyzdobenými hroby. První písemná zmínka o Levicích pochází z roku 1156 a v roce 1410 byly povýšeny na město. Až do roku 1614 existovaly Staré Levice a Nové Levice, které se spojily v jedno město. V té době však bylo neustále ohrožováno tureckými výboji a roku 1664 se u města odehrála bitva, v níž byli Osmané poraženi.
Do Trianonské smlouvy byly Levice součástí Uherska, poté byly součástí československé první republiky. Na základě první vídeňské arbitráže byly Levice v letech 1938 až 1945 připojeny k Maďarsku.

## Obyvatelstvo
V roce 2011 zde žilo 34 844 obyvatel, z nichž se 78 % hlásilo ke slovenské národnosti, 9 % k maďarské, 0,6 % k české a 11,5 % národnost neuvedlo.

## Městské části
- Čankov
- Horša
- Levice
- Kalinčiakovo
- Malý Kiar

## Pamětihodnosti
- Hrad Levice, zřícenina hradu ze 13. století, od roku 1708 pustého
- Kaštel Kalinčiakovo, barokní zámek z 18. století, v roce 1820 klasicistně přestavěn
- Tekovské muzeum
- Evangelický kostel v městské části Čankov, původně gotická stavba ze 14. století, v roce 1731 barokně a 1930 secesně přestavěna
- Kostel sv. Archanděla Michala, římskokatolický kostel z roku 1780
- Kostel sv. Josefa, římskokatolický kostel z roku 1675
- Kalvínsky kostel z roku 1785
- Evangelický kostel, klasicistní stavba z roku 1789
- Románsky kostel z 12. století v časti Kalinčiakovo
- Synagoga z roku 1857
- Pomník osvoboditelům města[6]
- Bronzová socha (výška 2,4 m) Milana Rastislava Štefánika[7]
- Ve správním území města leží chráněné areály Levický park, Levické rybníky a zasahuje do něj část národní přírodní rezervace Horšianska dolina.

## Osobnosti
- Imrich Karvaš (1903–1981), československý ekonom
- Kálmán Kittenberger (1881–1958), maďarský cestovatel a biolog
- Magda Paveleková (1931–2015), herečka

## Partnerská města
- Náměšť na Hané
- Boskovice
- Ruda Śląska
- Érd
- Rtiščevo